# Tinodes piquatellii
Tinodes piquatellii är en nattsländeart som beskrevs av Navás 1916. Tinodes piquatellii ingår i släktet Tinodes och familjen tunnelnattsländor. Inga underarter finns listade i Catalogue of Life.